# Пръстенчата морска игла
Doryrhamphus dactyliophorus е вид лъчеперка от семейство иглови (Syngnathidae).

## Разпространение и местообитание
Този вид е разпространен в Австралия, Индонезия, Маршалови острови, Нова Каледония, Папуа Нова Гвинея, Провинции в КНР, Самоа, Северни Мариански острови, Соломонови острови, Тайван, Фиджи, Филипини, Френска Полинезия, Южна Африка и Япония.
Обитава полусолени водоеми, морета, лагуни и рифове в райони с тропически и субтропичен климат. Среща се на дълбочина от 1 до 42,7 m, при температура на водата от 25,7 до 29,3 °C и соленост 32 – 35,4 ‰.

## Описание
На дължина достигат до 19 cm.